# Dracontomelon
Dracontomelon  es un género de plantas con 13 especies,  perteneciente a la familia de las anacardiáceas.
La especie más consumida es Dracontomelon duperreanum, que produce un fruto comestible que se come en Camboya, Vietnam y en China. En Vietnam, la planta se llama cayo sau y es un árbol común urbano en Hanói. 

## Taxonomía
El género fue descrito por Carl Ludwig Blume y publicado en Museum Botanicum 1: 231. 1850. La especie tipo no ha sido designada.

## Especies
- Dracontomelon costatum Blume
- Dracontomelon cuspidatum Blume
- Dracontomelon dao Merr. & Rolfe
- Dracontomelon duperreanum Pierre
- Dracontomelon laoticum Evrard & Tardieu
- Dracontomelon lenticulatum Wilkinson
- Dracontomelon macrocarpum Li
- Dracontomelon multijugum Radlk. (formerly C.DC.)
- Dracontomelon papuanum Lauterb.
- Dracontomelon petelotii Tardieu
- Dracontomelon pilosum Seem.
- Dracontomelon schmidii Tardieu
- Dracontomelon vitiense Engl.